# Зенёв, Сергей
Серге́й Зенёв (эст. Sergei Zenjov; 20 апреля 1989, Пярну) — эстонский футболист, нападающий клуба «Флора» и сборной Эстонии.

## Биография

### Клубная карьера
Сергей Зенёв начал заниматься футболом в шесть лет. В первой половине 2006 года выступал за «Вапрус», в команде сыграл 17 матчей и забил 8 голов. Когда исполнилось 17 лет, он перешёл в ТФМК. В июле 2006 года дебютировал в еврокубках в матче квалификации к Лиге чемпионов против исландского «Хабнарфьордюра». По сумме двух матчей ТФМК выбыл из розыгрыша, а Зенёв сыграл в обоих матчах. В следующем сезоне ТФМК играл в Кубке Интертото, но и тут эстонцы потерпели фиаско, проиграв финской «Хонке». Зенёв сыграл в двух матчах. За два года выступлений в Таллине игрок привлёк внимание ряда иностранных специалистов. В 2007 году он был признан лучшим молодым игроком чемпионата Эстонии.
24 февраля 2008 года сыграл в товарищеском матче за львовские «Карпаты» противдатского «Хорсенса» и Зенёв неожиданно забил 3 гола. В феврале 2008 года подписал пятилетний контракт со львовскими «Карпатами». В чемпионате Украины дебютировал 3 марта 2008 года в матче против ФК «Харьков» (1:0), в этом матче Зенёв отдал результативный пас Максиму Фещуку. Первый гол в чемпионате Украины забил 27 июля 2008 года в матче против донецкого «Шахтёра» (1:1), Сергей забил в ворота Андрея Пятова. После этого его впервые вызвали в сборную Эстонии. Летом 2009 года продлил свой контракт с «Карпатами» на 5 лет.
В ноябре 2009 года появилась информация, что у Сергея Зенёва свиной грипп, но вскоре врач «Карпат» Ростислав Пастушенко опроверг эту информацию, заявив, что у Зенёва обычный грипп.
3 июля 2014 года подписал с английским клубом «Блэкпул», выступающим в чемпионшипе, контракт по схеме 1+1. Зенёв получил в «Блэкпуле» 20-й номер. Отыграв лишь 8 матчей и не найдя общего языка с новым тренером, решил разорвать контракт в начале декабря и вернуться в Эстонию.
14 января 2015 года Зенёв продолжил карьеру в московском «Торпедо» (Россия).
1 июля 2015 года Зенёв продолжил карьеру в ФК «Габала» (Азербайджан). Контракт рассчитан сроком на 2 года.
В январе 2020 года подписал контракт на два года с эстонским клубом «Флора».

### Карьера в сборной
Выступал за молодёжную сборную Эстонии до 21 года. В национальной сборной Эстонии дебютировал 20 августа 2008 года в товарищеском матче против сборной Мальты (2:1). Зенёв начал матч в основе, но на 60-й минуте был заменён на Тармо Кинка. В следующем матче забил первый гол за Эстонию 6 сентября 2008 года в матче против сборной Бельгии (3:2), в ворота Стейна Стейнена.
12 августа 2009 года в составе сборной Эстонии сыграл товарищеский матч, посвящённый 100-летию эстонского футбола против Бразилии (0:1). Зенёв начинал матч в основе, но на 62-й минуте был заменён на Владимира Воскобойникова.
23 сентября 2022 года провёл сотый матч за сборную Эстонии.

## Достижения

### Командные
- Серебряный призёр чемпионата Эстонии (1): 2021
- Обладатель Кубка Эстонии (1): 2006
- Обладатель Суперкубка Эстонии (1): 2006

### Личные
- Лучший молодой игрок чемпионата Эстонии (1): 2007

## Стиль игры
Владеет хорошей скоростью и неплохим дриблингом. Может хорошо пробить с обеих ног, неплохо играет головой.

## Личная жизнь
Мать — повар в ресторане, отец — моряк. Последние два года в школе учился заочно. В декабре 2011 года женился на своей девушке — студентке Светлане.

## Статистика
| Сезон   | Клуб            | Лига         | Чемпионат | Чемпионат | Кубок | Кубок | Дубль | Дубль | Еврокубки | Еврокубки |
| Сезон   | Клуб            | Лига         | Игры      | Голы      | Игры  | Голы  | Игры  | Голы  | Игры      | Голы      |
| ------- | --------------- | ------------ | --------- | --------- | ----- | ----- | ----- | ----- | --------- | --------- |
| 2006    | Вапрус          | Мейстрилига  | 17        | 8         | ?     | ?     | ?     | ?     | —         | —         |
| 2006    | ТФМК            | Мейстрилига  | 12        | 3         | ?     | ?     | ?     | ?     | 2         | 0         |
| 2007    | ТФМК            | Мейстрилига  | 22        | 14        | ?     | ?     | ?     | ?     | 2         | 0         |
| 2007/08 | Карпаты (Львов) | Высшая лига  | 11        | 0         | 0     | 0     | 2     | 0     | —         | —         |
| 2008/09 | Карпаты (Львов) | Премьер-лига | 28        | 1         | 1     | 0     | 3     | 1     | —         | —         |
| 2009/10 | Карпаты (Львов) | Премьер-лига | 25        | 3         | 1     | 0     | 3     | 1     | —         | —         |
| 2010/11 | Карпаты (Львов) | Премьер-лига | 18        | 4         | 0     | 0     | 1     | 2     | 9         | 2         |
| 2011/12 | Карпаты (Львов) | Премьер-лига | 17        | 1         | 2     | 0     | 1     | 0     | 0         | 0         |

#### Матчи за сборную
| #  | Дата            | Место проведения             | Соперник              | Результат | Соревнование      | Примечания |
| -- | --------------- | ---------------------------- | --------------------- | --------- | ----------------- | ---------- |
| 1  | 20 августа 2008 | А. Ле Кок Арена, Таллин      | Мальта                | 2:1       | товарищеский матч | 60'        |
| 2  | 6 сентября 2008 | Стад Морис Дюфран, Льеж      | Бельгии               | 2:3       | отбор к ЧМ 2010   | 57′ 60'    |
| 3  | 15 октября 2008 | А. Ле Кок Арена, Таллин      | Турция                | 0:0       | отбор к ЧМ 2010   | 63'        |
| 4  | 11 февраля 2009 | Мардан, Анталья              | Казахстан             | 0:2       | товарищеский матч | 46'        |
| 5  | 28 марта 2009   | Раздан, Ереван               | Армения               | 2:2       | отбор к ЧМ 2010   | 67′ 63'    |
| 6  | 1 апреля 2009   | А. Ле Кок Арена, Таллин      | Армения               | 1:0       | отбор к ЧМ 2010   | 62'        |
| 7  | 6 июня 2009     | А. Ле Кок Арена, Таллин      | Экваториальная Гвинея | 3:0       | товарищеский матч | 90′ 46'    |
| 8  | 10 июня 2009    | А. Ле Кок Арена, Таллин      | Португалия            | 0:0       | товарищеский матч | 70'        |
| 9  | 12 августа 2009 | А. Ле Кок Арена, Таллин      | Бразилия              | 0:1       | товарищеский матч | 61'        |
| 10 | 5 сентября 2009 | Кадир Хас, Кайсери           | Турция                | 4:2       | отбор к ЧМ 2010   | 53'        |
| 11 | 9 сентября 2009 | Стадио Романо, Мерида        | Испания               | 3:0       | отбор к ЧМ 2010   | 46'        |
| 12 | 3 сентября 2010 | А. Ле Кок Арена, Таллин      | Италия                | 1:2       | отбор к ЧЕ 2012   | 31′ 64'    |
| 13 | 7 сентября 2010 | А. Ле Кок Арена, Таллин      | Узбекистан            | 3:3       | товарищеский матч | 57'        |
| 14 | 8 октября 2010  | Стадион «Партизана», Белград | Сербия                | 1:3       | отбор к ЧЕ 2012   | 86'        |
| 15 | 12 октября 2010 | А. Ле Кок Арена, Таллин      | Словения              | 0:1       | отбор к ЧЕ 2012   | 59'        |
| 16 | 3 июня 2011     | Альберто Бралье, Сассуоло    | Италия                | 3:0       | отбор к ЧЕ 2012   | 58'        |
| 17 | 7 июня 2011     | Свангаскар, Тофтир           | Фарерские острова     | 2:0       | отбор к ЧЕ 2012   |            |
| 18 | 10 августа 2011 | Тюрк Телеком Арена, Стамбул  | Турция                | 3:0       | товарищеский матч | 63'        |
| 19 | 2 сентября 2011 | Стожице, Любляна             | Словения              | 1:2       | отбор к ЧЕ 2012   | 61'        |
| 20 | 6 сентября 2011 | А. Ле Кок Арена, Таллин      | Северная Ирландия     | 4:1       | отбор к ЧЕ 2012   | 59′ 53'    |
| 21 | 7 октября 2011  | Уиндзор Парк, Белфаст        | Северная Ирландия     | 1:2       | отбор к ЧЕ 2012   | 46'        |